# Lijst van Belgische winnaars op het Filmfestival van Cannes
Deze lijst van Belgische winnaars op het Filmfestival van Cannes is een oplijsting van alle Belgen die op het Filmfestival van Cannes in de prijzen vielen. 
De lijst bevat ook winnaars waarbij een verdienstelijkheid is door Belgen. Dit wordt vermeld na de gegevens.

## Langspeelfilm

### Gouden Palm
- 2005 : L'enfant van Jean-Pierre en Luc Dardenne
- 1999 : Rosetta van Jean-Pierre en Luc Dardenne

### Grand Prix
- 2022 : Close van Lukas Dhont
- 2011 : Le gamin au vélo van Jean-Pierre en Luc Dardenne
- 2006 : Flandres van Bruno Dumont (Belgische inbreng: decor en acteurs o.a. Inge Decaesteker)

### Beste regie
- 1962 : Les amants de teruel van Raymond Rouleau

### Beste scenario
- 2008 : Le silence de Lorna van Jean-Pierre en Luc Dardenne

### Beste actrice
- 1998 : Natacha Régnier in La vie rêvée des anges
- 1999 : Émilie Dequenne in Rosetta
- 1999 : Séverine Caneele in Humanité

### Beste acteur
- 1996 : Pascal Duquenne in Le huitième jour
- 2002 : Olivier Gourmet in Le Fils

## Kortfilm

### Gouden Palm
- 1984 : Le cheval de fer van Gérald Frydman & Pierre Levie
- 1979 : Harpya van Raoul Servais

### Prijs van de jury
- 2022 : Le otto montagne van Felix Van Groeningen en Charlotte Vandermeersch
- 2011 : Badpakje 46 van Wannes Destoop
- 2004 : Flatlife van Jonas Geirnaert
- 1997 : Leonie van Lieven Debrauwer
- 1976 : Agulana van Gérald Frydman
- 1972 : Operation X-70 van Raoul Servais
- 1962 : Les dieux du feu van Henri Storck

## Caméra d'or
- 2018 : Girl van Lukas Dhont
- 1991 : Toto le heros van Jaco Van Dormael

## Andere prijzen
- 2012 : Eervolle vermelding beste actrice : Émilie Dequenne in À perdre la raison